# Allard J2
Der Allard J2 ist ein Rennroadster, den die britische Allard Motor Company Ltd. als Nachfolger des Modells J1 baute.

## J2

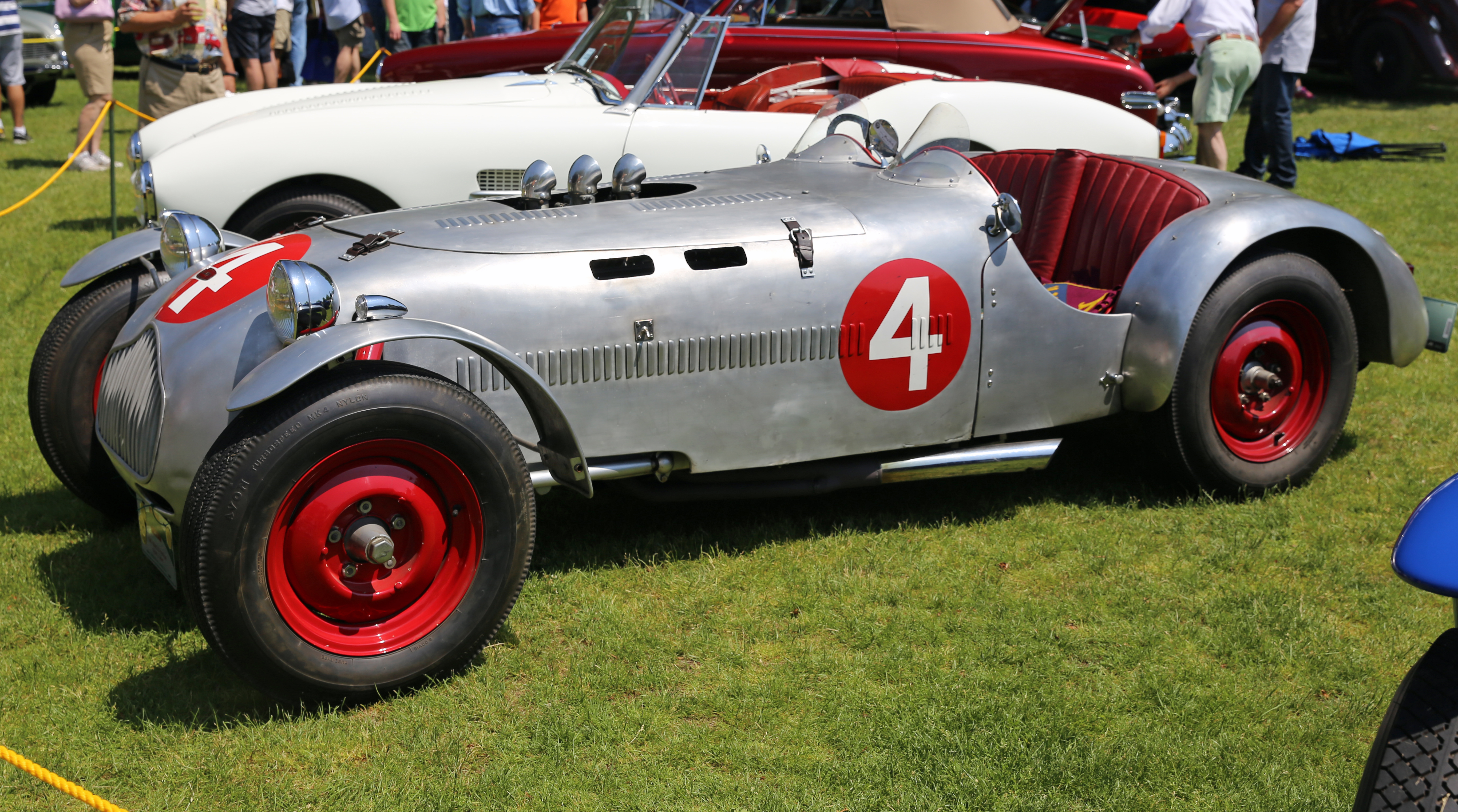
Ein Prototyp des Allard J2 (1949)

Der J2 war für den US-amerikanischen Markt gedacht. Der Standardmotor der in Großbritannien ausgelieferten Modelle war der seitengesteuerte V8-Motor aus dem Ford Pilot, der aus 3622 cm³ Hubraum eine Leistung von 85 bhp (62,5 kW) schöpfte.  Ein 4,4-Liter-V8-Motor aus dem Mercury, der 110 bhp (81 kW) leistete, war ebenfalls erhältlich.
Amerikanische Enthusiasten bauten stattdessen auch V8-Motoren von Chrysler oder Oldsmobile ein. Die in die USA verkauften J2 wurden ohne Motor ausgeliefert. An Ort und Stelle wurden dann Motoren nach Käuferwunsch eingebaut. Diese Vorgehensweise erwies sich als sehr erfolgreich; denn die US-amerikanischen Komponenten machten die Suche nach Ersatzteilen in den USA leicht.
Die Vorderräder hingen an einer Schwingachse mit Schraubenfedern. Hinten war eine De-Dion-Starrachse eingebaut, die ebenfalls mit Schraubenfedern versehen war.
In den Jahren 1950 und 1951 entstanden insgesamt 90 Allard J2.

## J2X

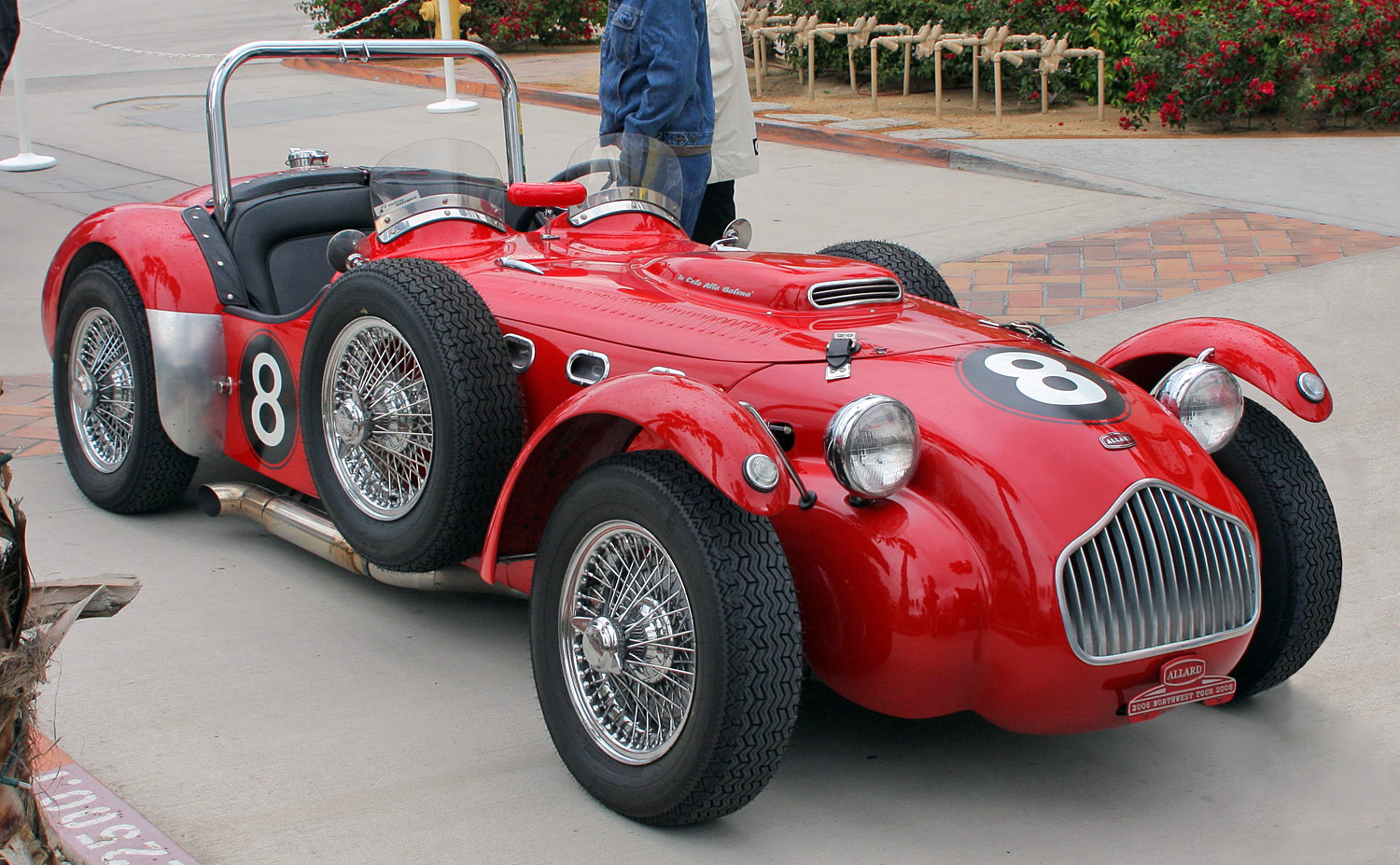
Allard J2X (1953)

1952 wurde das Modell durch den J2X ersetzt. Der Motor des J2X saß etwa 18 cm weiter vorne als beim J2. Es gab ein Schnellschaltgetriebe, eine überarbeitete Vorderradaufhängung und einen größeren Tank. Der J2X hatte sein Reserverad seitlich offen montiert, während das des J2 nicht sichtbar war. Sein 150-bhp-Motor konnte den Wagen in 10 Sekunden von 0 auf 100 km/h beschleunigen und verlieh ihm eine Höchstgeschwindigkeit von 178,8 km/h. Die Innenausstattung des Wagens war einfach gehalten und es gab nur wenige Instrumente.
Bis 1954 entstanden 83 Exemplare des J2X.

## J2X Mk. II

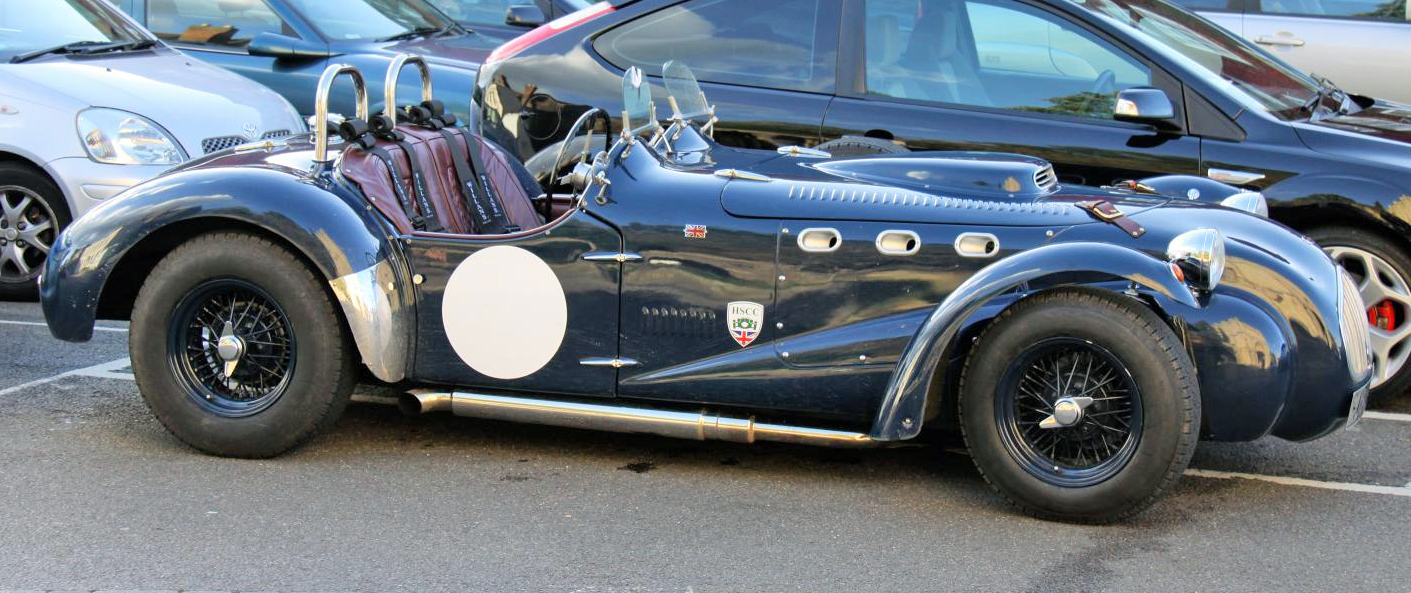
Allard J2X MkII

Die Allard Motor Works in Montreal bauen seit 2014 den Allard J2X Mk. II, den sie auf ihrer Website als „eine moderne, handgefertigte Version eines berühmten, britischen Wettbewerbsroadsters, der die (Zuschauer-)Massen in Europa und Nordamerika bewegte“ bezeichnen. Die Fiberglaskarosserie des Wagens sieht der des ursprünglichen J2X ähnlich, hat aber andere Dimensionen, und Fahrwerk und Antrieb haben keine Ähnlichkeit mit dem Original. Außer den Firmenemblemen gibt es wenig bis gar keine Gleichteile.
Der J2X Mk. II ist die zweite Generation des von 1951 bis 1954 gebauten J2X. Allard-Ingenieure bauen ca. 100 Wagen pro Jahr und halten das Modell auf dem neuesten Stand der Sicherheitstechnik. Der neue J2X hat einen RAM-Jet-V8-Motor von GM, der etwa 350 hp (257 kW) Leistung und ein Drehmoment von 541 Nm abgibt. Alternativ werden 6,1-Liter-Hemi-V8 von Chrysler, ein 5,7-Liter-V8 von Chevrolet, ein Cadillac-Northstar-Motor oder ein 5,8-Liter-V8-Motor von Ford eingebaut. Die Wagen beschleunigen in 4,5 Sekunden von 0 auf 100 km/h. Die Motorleistung wird an ein manuelles Fünfganggetriebe, Typ Tremec TKO, weitergeleitet. Der Verkaufspreis des J2X Mk. II liegt bei US-$ 138.500,--

## Renngeschichte
1951 fuhr Bill Pollack einen Allard J2 mit Cadillac-V8-Motor beim Pebble Beach Road Race zum Sieg. Sydney Allard und Tom Cole erreichten beim 24-Stunden-Rennen von Le Mans 1950 in einem Allard J2 mit Cadillac-Motor den dritten Platz, obwohl der erste und der zweite Gang des Dreiganggetriebes nicht mehr funktionierten.